# Futaba
Корпорация Футаба (яп. 双葉電子工業株式会社 Футаба дэнси ко:гё: кабусики-гайся, «Электронно-промышленное акционерное общество „Футаба“») — японская компания, наиболее известная своей продукцией в области систем управления радиоуправляемыми моделями. Это пульты ручного управления, бортовые приёмники, сервоприводы, авионика. Кроме того, корпорация занимается разработкой промышленной телеметрии и дисплеями, в том числе на базе OLED и VFD.
Оборот компании был по состоянию на 31 марта 2010 года 22558 миллионов иен, число работников составляло 5263 человека.
Компания располагается на японском острове Хонсю в городе Мобара префектуры Тиба.

## История
Компания Футаба основана 3 февраля 1948 года как производитель электронных ламп.

## Конкуренты
Конкурентами на рынке являются фирмы JR (Japan Remote Control), Graupner, Multiplex, JETI, Hitec Архивная копия от 27 июня 2013 на Wayback Machine, Spektrum RC, Airtronics (Sanwa).

## Отделения
Компания имеет представительство в США, расположенное в Иллинойсе.